# 巫坤任
巫坤任（1955年—2014年10月13日），藝術家藝名于彭，生於台北市士林外雙溪，平陽堂客家人，水墨畫家。

## 生平
于彭7歲立志當畫家，自小就對泥塑及傳統皮影戲產生濃厚興趣，對其日後畫作構成極大的影響。22歲起在新公園（今二二八公園）為人畫像維生，此段經歷讓他養成快速觀察和人物速寫之基礎。1980年代，赴美、歐遊歷，重新思考文化的根本。1986年因緣際會獲得進入中國的通行證，展開三個半月的壯遊，奠定他仿古還今的創作基底。
由於不甘被傳統學院派所囿限，故從未曾接受正統學院美術教育。先後隨陳亦耕、鄧國清及李其茂等老師學畫，1980年舉辦首次個展於台北，之後於國內外參加展覽達二十多次。作品為東西方主要美術館及畫廊收藏，包括大英博物館。（文字取自羅芙奧藝術集團）
于彭曾開設雙溪閣藝術中心、皮影偶戲小劇場、陶藝工作坊。1990年代于彭再進中國遊歷，完成「慾望山水：山水篇」10條屏、「慾望山水：海上風華」4大手卷、「慾望山水：人物篇」等代表作，後者在全長13公尺紙本中，出現300位角色，人物穿插在庭園山水，隱喻人生老病死。
2014年10月13日晚上8點17分，于彭因肝癌併發於新光醫院過世，享年59。